# Anneli Drecker
Anneli Marian Drecker, född 12 februari 1969 i Tromsø i Norge, är en norsk sångare och skådespelare. 
Hon är från 1985 sångerska i gruppen Bel Canto. År 2000 gav hon ut sitt första soloalbum Tundra som följdes av Frolic 2005. Albumet Rocks & Straws från 2015 innehåller texter baserade på verk av den norske diktaren Arvid Hanssen. Hon har även medverkat på album och turnéer med Röyksopp och A-ha.

## Diskografi (solo)
Studioalbum
- Tundra (2000)
- Frolic (2005)
- Rocks & Straws (2015)
- Revelations for Personal Use (2017)
- A Suite Of Poems (med Ketil Bjørnstad) (2018)

EP
- Frolic Sampler (2005)

Singlar
- "All I Know (Radio Edit)" / "All I Know (Extended Version)" (2000)
- "It's All Here" / "Tundra (Mánaiga)" (2000)
- "Sexy Love (Album Version)" / "Sexy Love (Bluefish Haifilm Remix)" / "Sexy Love (Röyksopp Romantiske Sløyd)" (2000)
- "Stop This" (2005)
- "You Don't Have to Change" (2005)
- "Circulating Light" (2015)

## Filmografi
- Søsken på Guds jord (1983)
- Makaroni Blues (1986)
- Svarte pantere (1992)
- De 7 dødssyndene (2000)
- Fråtseri (2000)

## Teater
- Bøddelen (2000) Det Norske Teater, regi Yngve Sundvor
- Peer Gynt (2004) (roll: Solveig) Nordnorsk Teater Kompagni, regi Alex Scherpf
- Hamsuns Feber (2009 ) (roll: Alvhilde) Hålogaland Teater, regi Jon Tombre
- Vi Hever Våre Hoder I Skam  (2010) Ferske Scener, regi Kristin Bjørn
- Knutby (2011) (roll: Åsa Waldau/Kristi Brud) Hålogoland Teater, regi Kjersti Horn
- The Black Rider (2011) Hålogaland Teater, regi Sigrid Reibo

## Utmärkelser
- Nordlysprisen 2007[2]
- Gammleng-prisen 2008[3]